# Astragalus badamensis
Astragalus badamensis es una especie de planta herbácea perteneciente a la familia de las leguminosas. Es originaria del Asia.
Es una planta herbácea perennifolia originaria de Kazajistán en Chimkent.

## Taxonomía
Astragalus badamensis fue descrita por Mijaíl Popov y publicado en Bjull. Sredne-Aziatsk. Gosud. Univ. 14: 143. 1926.
Etimología
Astragalus: nombre genérico derivado del griego clásico άστράγαλος y luego del Latín astrăgălus aplicado ya en la antigüedad, entre otras cosas, a algunas plantas de la familia Fabaceae, debido a la forma cúbica de sus semillas parecidas a un hueso del pie.
badamensis: epíteto